# Грасс-Валли (Орегон)
Грасс-Валли (англ. Grass Valley) — город, расположенный в округе Шерман штата Орегон, США. По данным переписи населения 2010 года в городе проживало 164 человека. 

## География
По данным Бюро переписи населения США, общая площадь города составляет 1,32 км².

## Население
Согласно переписи населения 2010 года в городе проживало 164 человека. Плотность населения 124,2 чел./км². Расовый состав города: 97,0 % — белые, 0,6 % — коренные жители США, 0,6 % — представители других рас, 1,8 % — представители двух и более рас. Число испаноязычных жителей любых рас составило 3,0 %.
Население города по возрастному признаку распределилось таким образом: 21,3 % — жители моложе 18-ти лет, 2,4 % находились в возрасте от 18 до 24-х лет, 18,2 % находились в возрасте от 25 до 44-х лет, 29,3 % находились в возрасте от 45 до 64-х лет, 28,7 % — лица 65 лет и старше. Гендерный состав: 54,3 % — женщины и 45,7 % — мужчины.

## Достопримечательности
К востоку от города расположена Орегонская гоночная трасса длиной 3,7 км для соревнований между автомобилями, картами и мотоциклами. Трасса была открыта в ноябре 2008 года.